# بوجیمه
بوجیمه (به عربی: بوجیمة) یک شهرداری در الجزایر است که در استان تیزی وزو واقع شده‌است.